# Kristjan Kangur
Kristjan Kangur (Pärnu, 23 ottobre 1982) è un ex cestista estone.

## Carriera
Fa il suo esordio tra i professionisti tra le file del BC Kalev/Cramo, in Estonia, con cui vince due campionati e una coppa nazionale.
Nel 2004 si trasferisce al Bayer Leverkusen.
Nel 2006 torna al BC Kalev/Cramo dove vince altre tre coppa di Estonia e un campionato. Nella stagione 2008-09 è nominato MVP della Lega.
Nel 2009 firme per l'Asvel Villeurbanne, con cui gioca anche l'Eurolega e vince Supercoppa e Semain des As Cup.
Dopo l'esperienza francese firma alla Virtus Bologna per giocare i playoff di Serie A, mentre le due annate successive milita fra le file della Pallacanestro Varese.
Gioca poi a Siena, dove vince campionato e coppa Italia, e all'Olimpia Milano, con cui vince lo scudetto 2013-2014.
L'11 agosto 2014 la Pallacanestro Varese annuncia il suo ritorno in maglia biancorossa.
Dopo una breve militanza nel Saski Baskonia, il 18 dicembre 2015 torna per la terza volta alla Pallacanestro Varese. Il 29 giugno 2016 firma un rinnovo biennale con la società lombarda.

## Palmarès

### Club
- Campionato estone: 5

Kalev/Cramo: 2001-02, 2002-03, 2008-09, 2017-18, 2018-19
- Campionato italiano: 1

Milano: 2013-14
- Campionato italiano: 1 (revocato)

Mens Sana Siena: 2012-13
- Coppa Italia: 1 (revocato)

Mens Sana Siena: 2013
- Coppa di Estonia: 4

Kalev/Cramo: 2001, 2006, 2007, 2008
- Semaine des As: 1

ASVEL: 2010
- Match des Champions: 1

ASVEL: 2009

### Individuale
- Giocatore estone dell'anno: 8

2009, 2010, 2011, 2012, 2013, 2014, 2015, 2016
- MVP playoff Korvpalli Meistriliiga: 2

2009, 2018